# Jacques Blanchard
Pour les articles homonymes, voir Blanchard.
Jacques Blanchard, né le 1er octobre 1600 à Paris où il est mort en 1638, est un peintre et graveur français actif dans la première moitié du XVIIe siècle.

## Biographie
Jacques Blanchard est le fils de Gabriel Blanchard (l'aîné), natif de Condrieu dans le  Lyonnais, député pour les affaires de sa ville à Paris. Il y logea chez le peintre Jérôme Baullery (v.1532-1598) dont il épousa la fille. La mère de Jacques née Baullery, appartenait à une famille de peintres. Jacques Blanchard fut donc placé en apprentissage chez son oncle, le peintre Nicolas Baullery (1560-1630), au début de l'année 1613. Jacques Blanchard avait deux frères, l'un se nommant Pierre et l'autre Jean-Baptiste (1595-1665), peintre également. Il avait également une sœur dont on ne sait rien.
Il séjourne à Lyon auprès du peintre Horace Le Blanc de 1620 à 1623 et part pour Rome en octobre 1624 en compagnie de son frère Jean-Baptiste. Il y reste jusqu'en avril 1626, lorsqu'il quitte la cité papale pour Venise, où il est sensible au style du Titien. Il laisse la lagune en avril 1628, après y avoir réalisé un tableau, Les Métamorphoses d'Ovide, qui est connu par la mention qu'en fait André Félibien. Au printemps de 1628, il est à Turin au service du Duc de Savoie Charles-Emmanuel Ier de Savoie, pour lequel il peint sept ou huit tableaux dont Les Amours de Vénus et Adonis, œuvres transférées à Paris après avoir été enlevées du palais des Favorites.

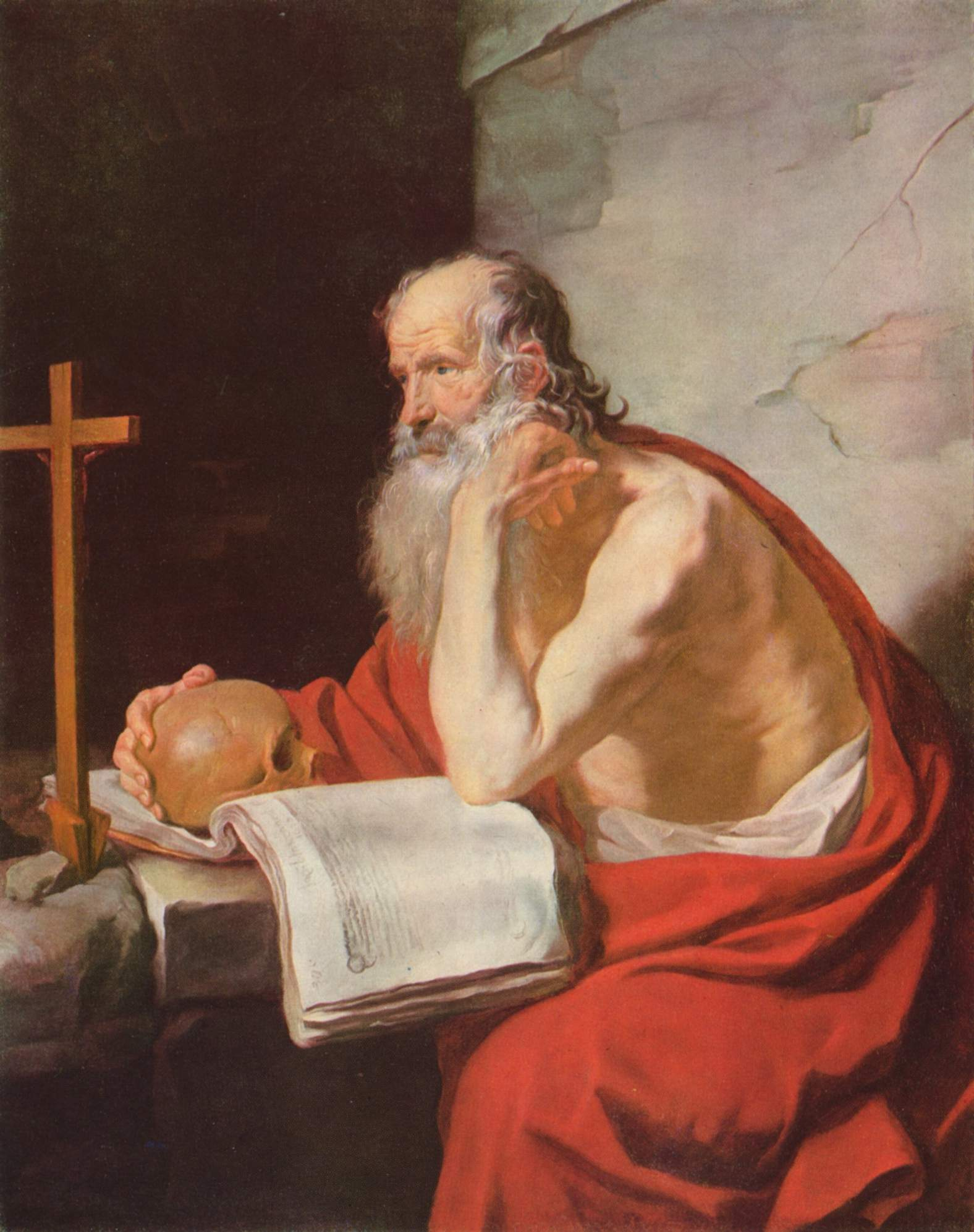
Saint Jérome (1632), musée des beaux-arts de Budapest.

Blanchard est de retour à Paris en 1629 après être repassé par Lyon, où il a peint le portrait d'Horace Le Blanc.
Blanchard a entretenu des liens avec tous les grands peintres de son époque (Simon Vouet, Louis de Boullogne, Claude Vignon). Il fut nommé peintre du Roi en 1636.
Gérard Edelinck a fait son portrait vers 1695.
Marié deux fois, il eut un fils, Louis-Gabriel Blanchard (1630-1704), qui fut également peintre et trésorier de l'Académie, et deux filles, mortes quelque temps après leur mariage.
Jacques Blanchard meurt à Paris d'une fluxion de poitrine en 1638, à 38 ans. Le service des obsèques est célébré le 10 novembre 1638 à l'église Saint-Paul à Paris, sa paroisse, d'où le corps est porté à Saint-Jean-en-Grève pour y être inhumé.

## Œuvre
Les œuvres qui sont aujourd'hui reconnues pour être de sa main sont toutes datées à partir de son retour en France. Il prit pour modèle les grands peintres vénitiens de la Renaissance, le Titien, le Tintoret et Paul Véronèse, dont il avait étudié les ouvrages en Italie, et devint ainsi excellent coloriste. Il fut surnommé le « Titien Français » à cause de ses coloris proches de ceux des Vénitiens ainsi que pour son goût pour les beautés féminines, qu'il évoque avec brio dans des compositions de femmes nues et épanouies donnant le sein à des enfants.

### Décors
Tous les décors qu'il a peints ont malheureusement disparu.
- De 1632 à 1634, il travaille au décor de la galerie et au cabinet de l'hôtel particulier parisien de Louis Le Barbier, financier, au 3 et 5 quai Malaquais, sur l'Île aux Vaches (aujourd'hui l'Île Saint-Louis), qu'il orne de quinze tableaux aux sujets mythologiques et de paysages.
- Il peint pour le salon de M. Morin, célèbre fleuriste de l'époque.
- Il produit ses plus belles pièces dans des bacchanales : Jupiter venant voir Semele, Vénus qui se chauffe pendant que Cérès et Bacchus s'éloignent d'elle, ces dernières ayant été peintes pour M. Goulas.
- Il réalise pour Pierre Puget, sieur de Montmauron, conseiller du Roi, premier président du bureau des finances de Montauban, une série de tableaux représentant L'Histoire de la vie de la Vierge sur tout le pourtour de l'intérieur de la chapelle du château de la Chevrette à Deuil-la-Barre.
- Il décore également l'hôtel du président de la Chambre des comptes, Jean Perrault, sur le quai Malaquais à Paris.
- En 1634, à la demande des orfèvres de Paris, il peint le May de Notre-Dame[7] Descente du Saint-Esprit sur les Apôtres, qui fut restitué à la cathédrale après la Révolution.
- Cette même année, il réalise la décoration de l'hôtel de Claude de Bullion où il peint Les douze Mois de l'année, sous la forme de divinités de l'Antiquité, en trompe-l'œil imitant la sculpture. Pour ce travail, il va toucher une rente de 1 200 livres jusqu'à sa mort.
- Il exécuta un plafond à Versailles, ainsi qu'une Charité entourée d'enfants et, à Trianon, des Danses de Nymphes et la galerie à l'hôtel Bullion.

### Tableaux

#### Galerie

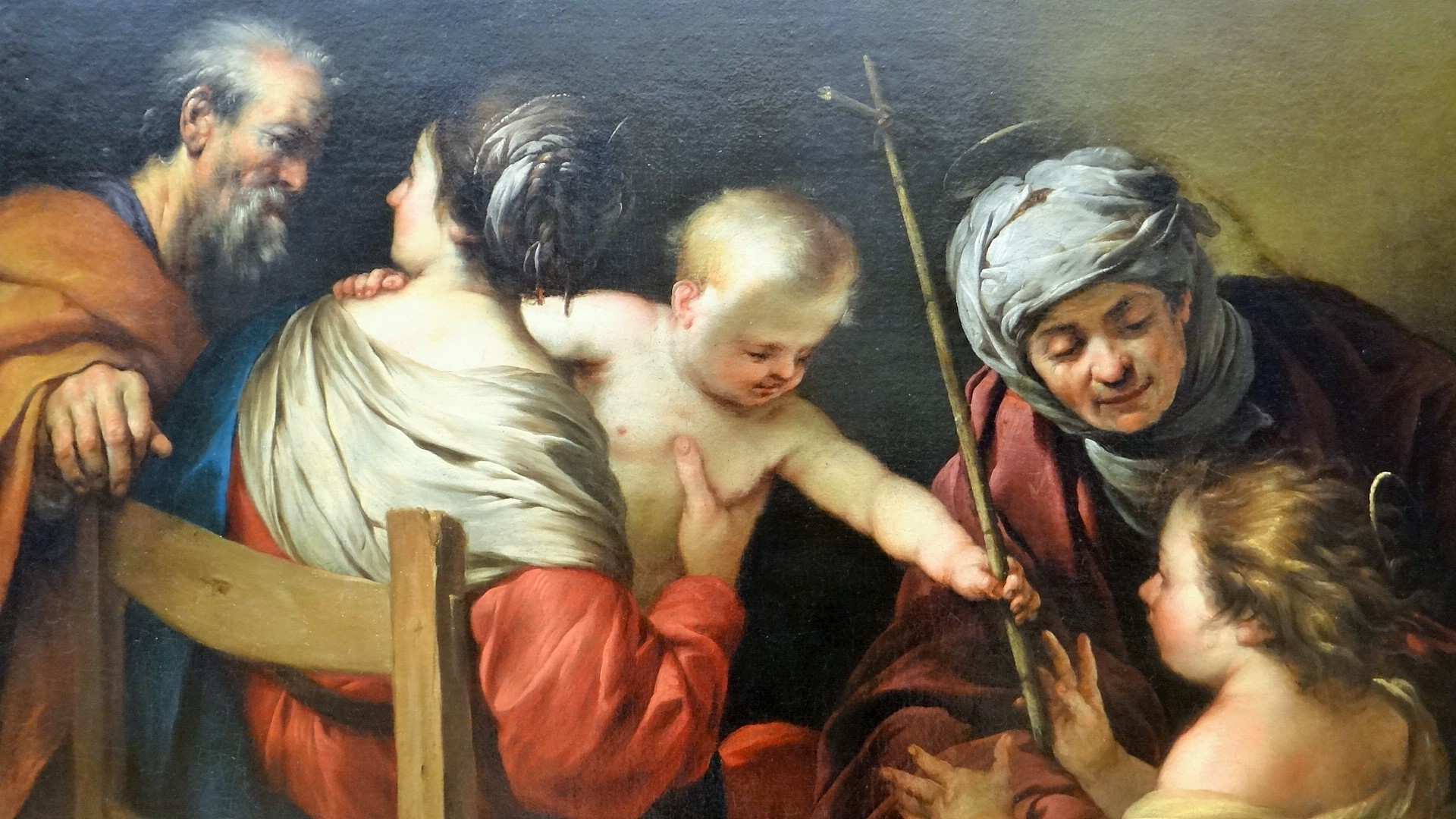
La Ste Famille avec Ste Elisabeth et St Jean (vers 1630) Musée du Louvre.
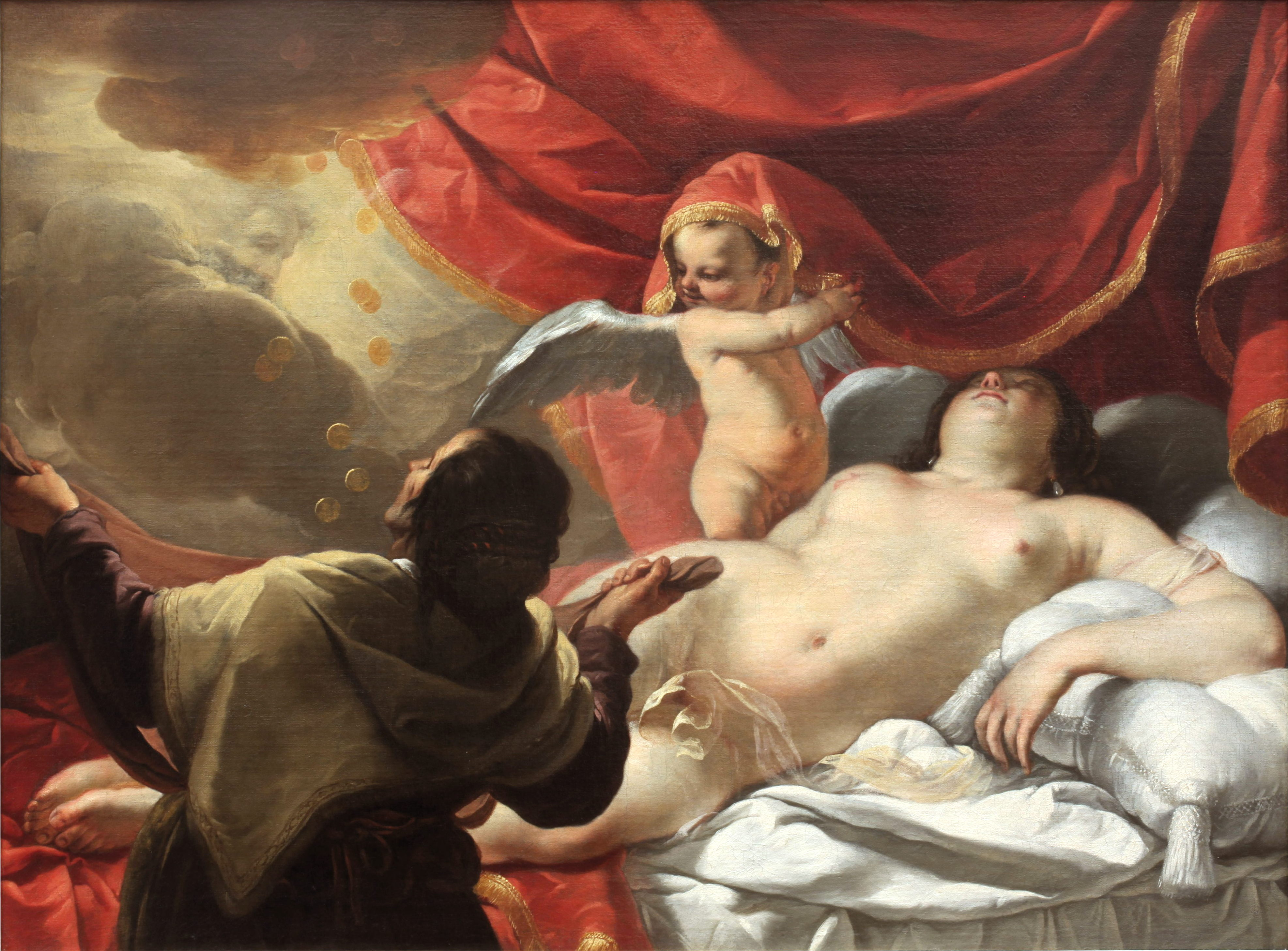
Danaé (1630-1633) Musée des beaux-arts de Lyon.
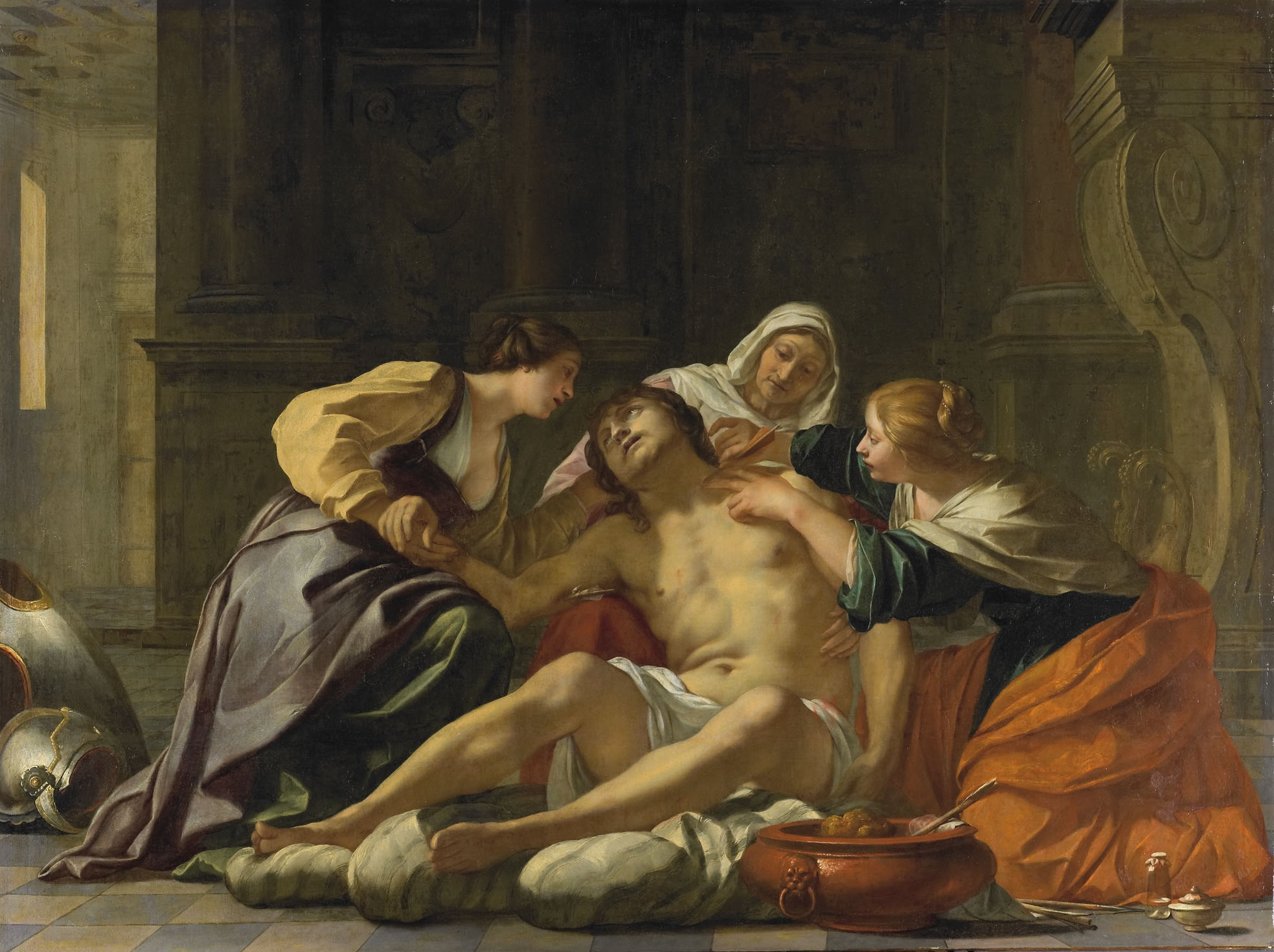
Saint Sebastien soigné par Irène (1630-1638) Rijksmuseum Amsterdam.
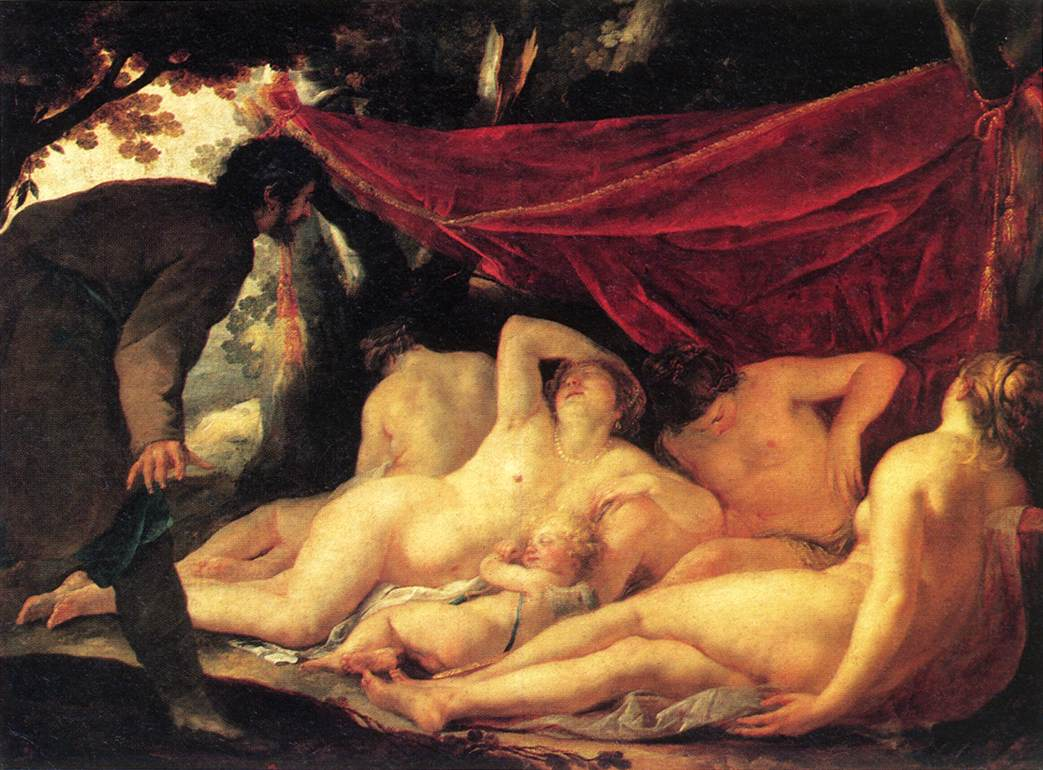
Vénus et les trois Grâces surprises par un mortel (1631-1633) Musée du Louvre.
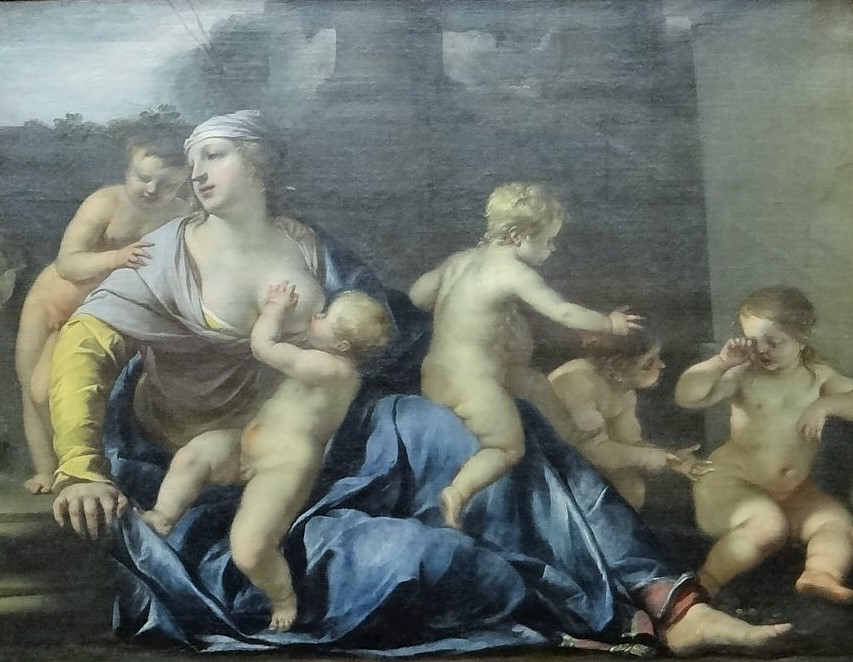
La Charité (1633) Musée du Louvre.
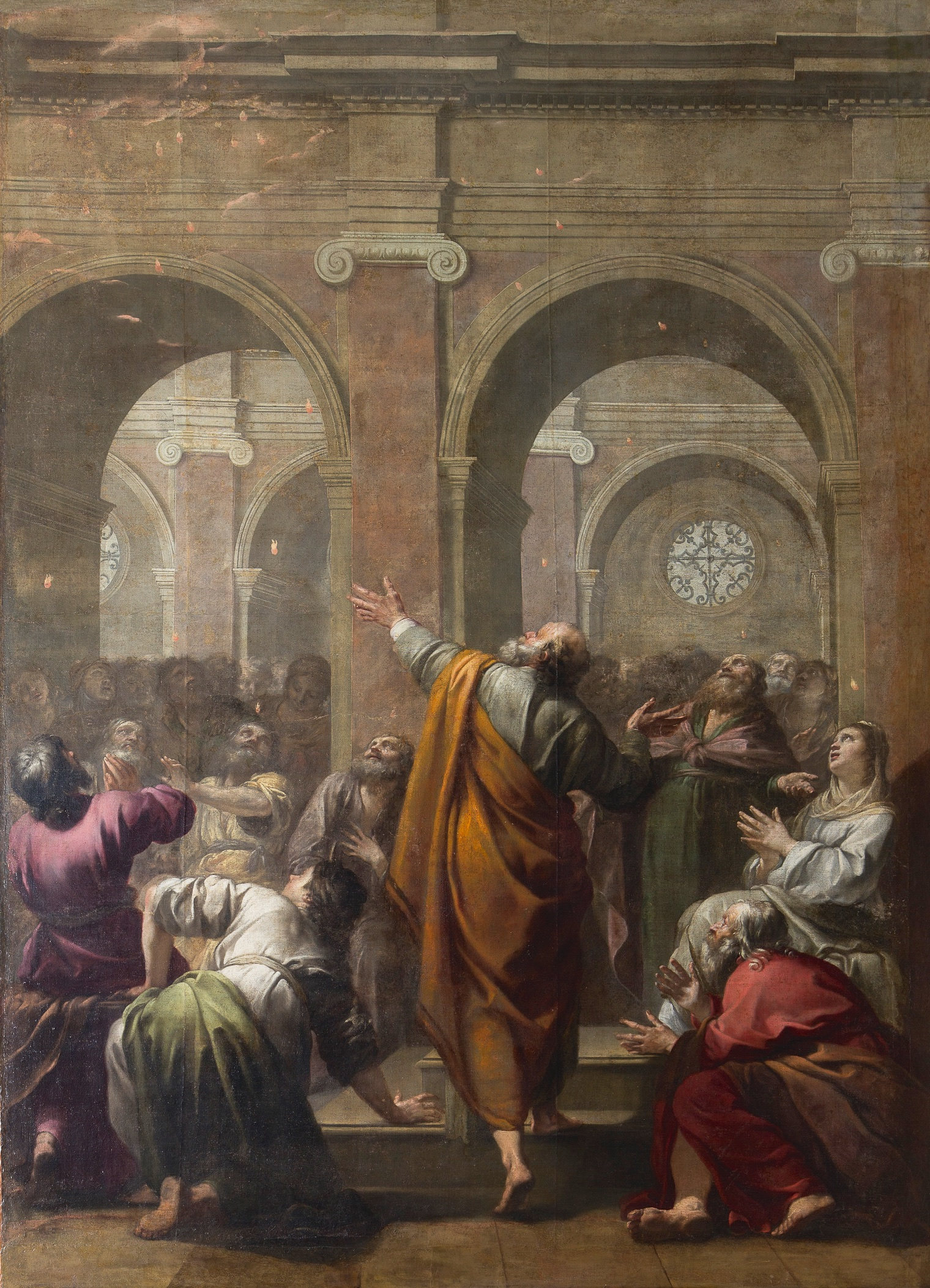
La Descente du Saint-Esprit (1634) Cathédrale Notre-Dame de Paris.
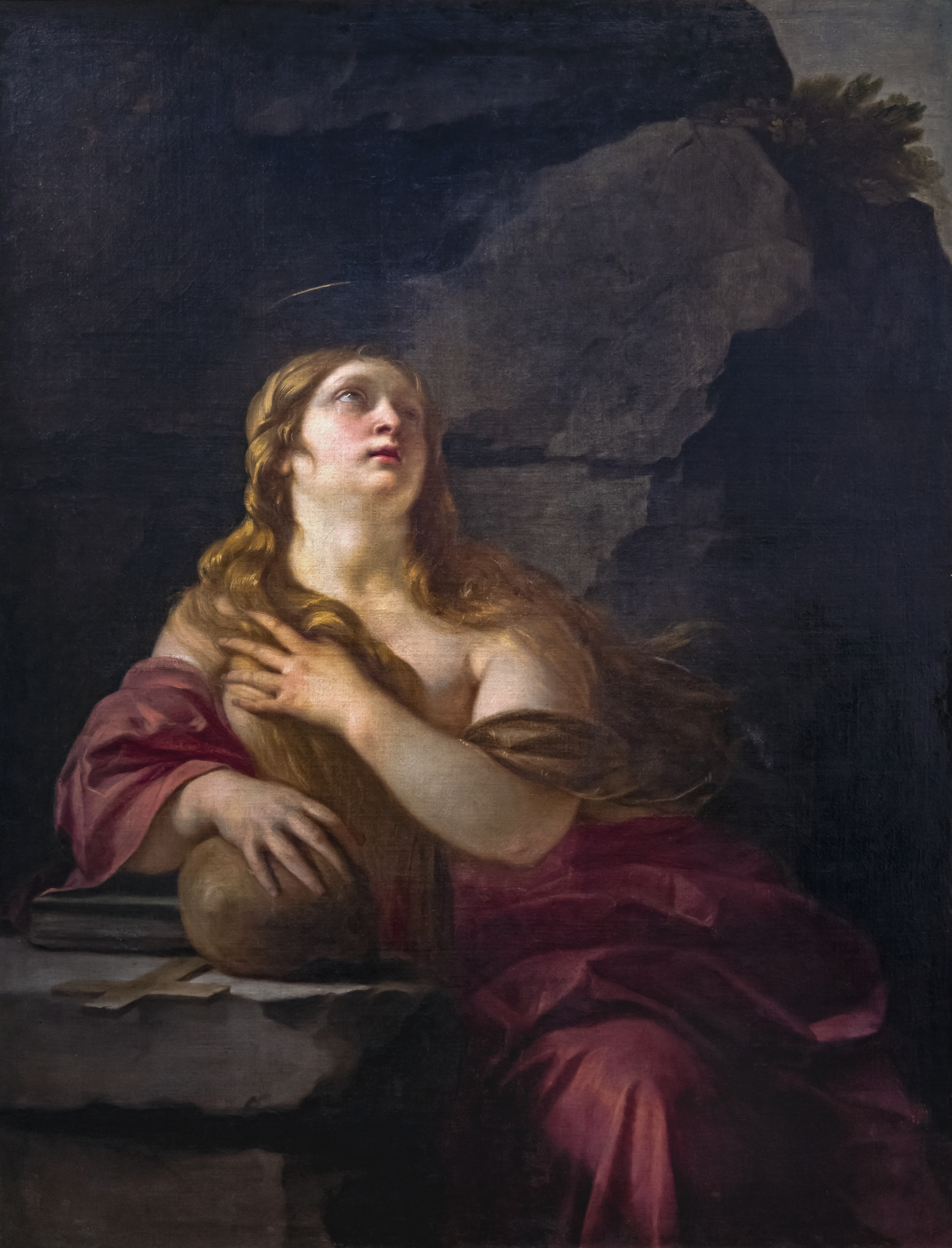
La Madeleine pénitente Collection Motais de Narbone
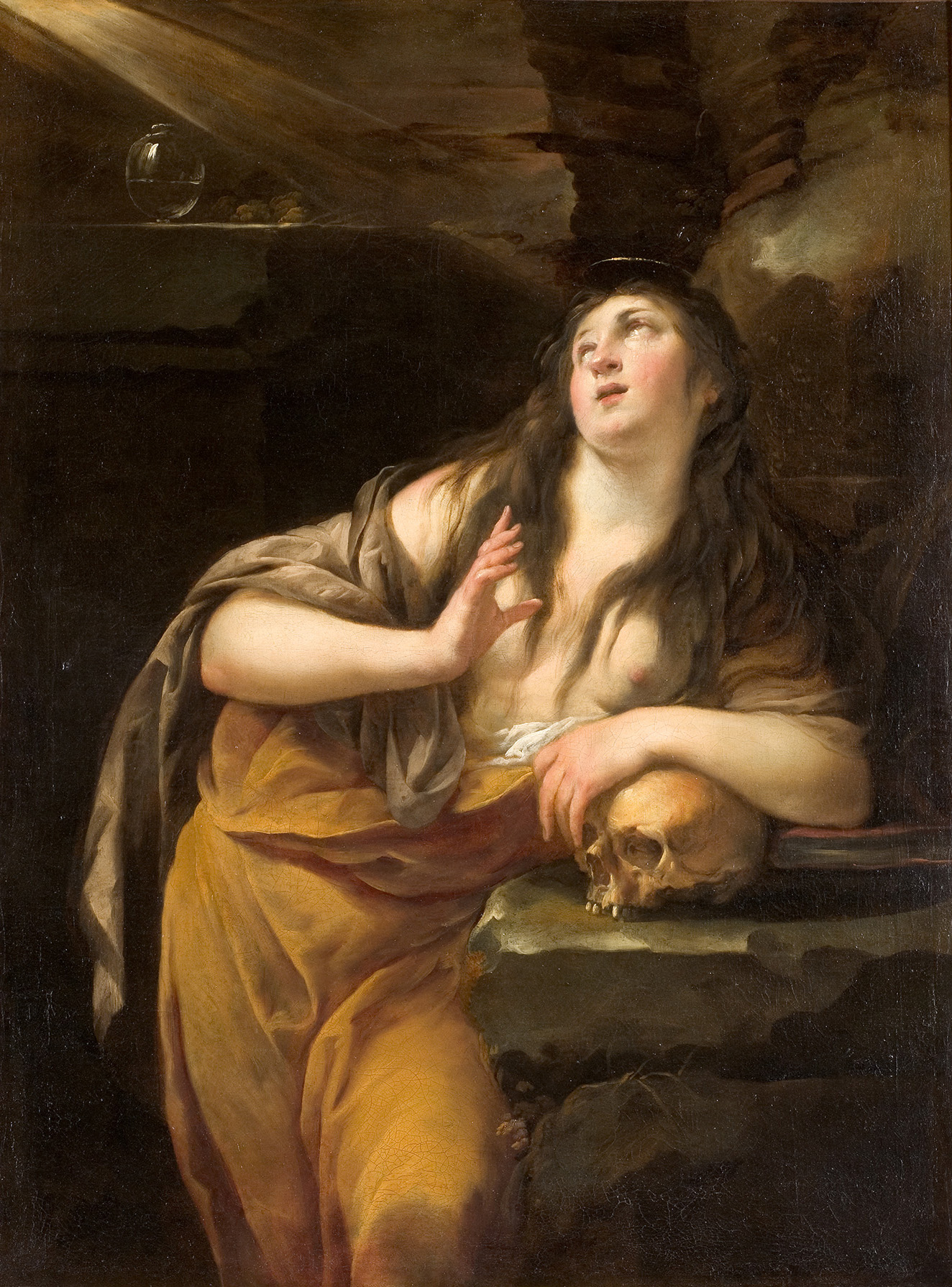
La Madeleine pénitente (1637) Montpellier, Musée Fabre.
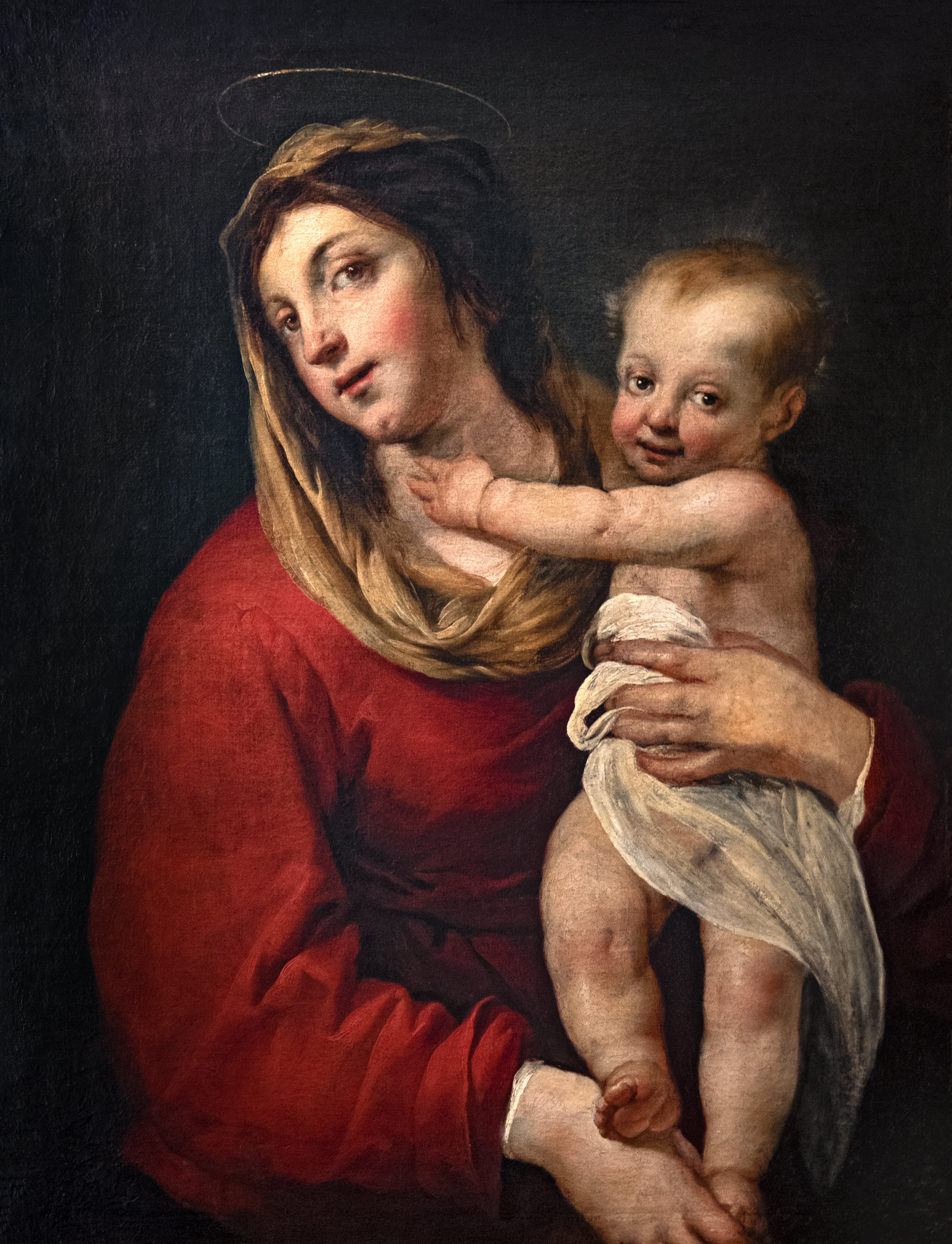
La Vierge à l'Enfant Collection Motais de Narbone

#### Collections publiques
- La Vierge, un saint et la Charité, huile sur toile, Lyon, église Saint-Denis (identique à celui décrit par Chapasson et peint pour le couvent des Cordeliers)
- Saint-André à genoux devant sa croix, Paris, cathédrale Notre-Dame de Paris
- Le Pape Nicolas V, Parentucelli dans le caveau de saint François d’Assise, 1625-1629, huile sur toile, 261 x 194,5 cm, musée des Beaux-Arts d’Orléans[8]
- La Vierge et l'Enfant Jésus remettant les clefs à Saint Pierre, 1628, huile sur toile, cathédrale d'Albi
- Assomption, 1629, huile sur toile, Cognac, église Saint-Léger
- La Mort de Cléopâtre, vers 1630, huile sur toile, 110 × 146 cmmusée des beaux-arts de Reims[9]
- L'Adoration des bergers, 1630, huile sur toile, cathédrale Saint-Étienne de Cahors
- Tobie rendant la vue à son père, 1630, huile sur toile, musée des beaux-arts de Bordeaux
- Vierge à l'Enfant avec Sainte Elisabeth et Saint Jean-Baptiste et Saint Joseph, vers 1630, huile sur toile, Art Institute of Chicago. Une copie avec des variantes est conservée à l'église de Notre-Dame-des-Vertus à Paulhan
- La Madeleine pénitente, vers 1630-1633, huile sur toile, 130,5 x 97,5 cm, Montpellier, musée Fabre.
- Danaé, vers 1631, huile sur toile, musée des beaux-arts de Lyon
- Saint Jérôme écrivant ou Saint Jérôme en méditation (ancien titre), vers 1631, huile sur toile, musée de Grenoble
- La Sainte famille avec sainte Élisabeth et le petit saint Jean-Baptiste à qui l'Enfant Jésus donne une croix de roseau , vers 1631, huile sur toile, Paris, musée du Louvre
- Jeune Cavalier, 1631, huile sur toile, Detroit Institute of Art
- Saint-Jérôme, huile sur toile, musée des beaux-arts de Budapest
- Diane et Actéon, huile sur toile, musée d'Agen
- La Lune représentée sous les traits de Diane, plafond pour le château de Versailles
- La Toilette de Vénus, vers 1632, huile sur toile, réduction d'une toile au dimension supérieure : Renaud et Armide, musée des beaux-arts de Rennes
- Flore, vers 1632, huile sur toile, musée de Vic-sur-Seille
- Vénus et les Grâces surprises par un mortel anciennement Cimon et Ephigène, 1631 - 1633, huile sur toile, 170 × 218 cm, musée du Louvre[10]
- La Charité, 1633, huile sur toile, Paris, musée du Louvre
- Angélique et Médor, 1633, huile sur toile, New York, Metropolitan Museum of Art
- Sainte Véronique, vers 1633, huile sur toile, Saint-Pétersbourg, musée de l'Ermitage
- Le Pape Nicolas V dans le caveau de Saint-François d'Assise, vers 1633, huile sur toile, musée des beaux-arts d'Orléans
- La Charité, 1635, huile sur toile, Austin, Blanton Museum of Art, université du Texas
- La Charité, vers  1636, huile sur toile, Paris, musée du Louvre
- La Flagelletion du Christ, vers 1635, huile sur toile, musée des beaux-arts de Rennes
- La Bacchanale, vers 1636, huile sur toile, musée des beaux-arts de Nancy
- Le Baptême, vers 1637, huile sur toile, musée des beaux-arts de Rouen
- La Vierge et l'Enfant Jésus à qui sainte Anne offre une pomme, huile sur toile, musée des beaux-arts de Caen
- La Charité, huile sur toile, Paris, musée du Louvre. Autres œuvres de l'artiste du même sujet à Cherbourg-Octeville au musée Thomas-Henry et à Londres à l'Institut Courtauld
- Le Mariage mystique de Sainte Catherine, huile sur cuivre, copie d'après l'œuvre disparue de Blanchard, connue par une gravure éditée par Langlois, musée des beaux-arts de Caen
- Sainte Famille, Repos pendant la fuite en Égypte, huile sur toile, copie d'après l'œuvre disparue de Blanchard, Bordeaux, église paroissiale Saint-Michel
- Christ bénissant, huile sur toile, musée des beaux-arts de Rennes
- La Mort de Lucrèce, huile sur toile, 74 × 61 cm, musée des beaux-arts de Nantes[11]
- Sainte Cécilia, huile sur toile, Saint-Pétersbourg, musée de l'Ermitage
- Vierge à l'Enfant, huile sur toile, Clermont-Ferrand, musée d'art Roger-Quilliot
- Armide, huile sur toile, musée des beaux-arts de Rennes
- La Charité, huile sur toile, musée municipal de La Roche-sur-Yon
- La Charité, huile sur toile, Taïwan, Chi Mei Museum

#### Attributions
- Diane et Endymion, dessin, papier gris, pierre noire rehaut de blanc, Paris, musée du Louvre
- Lamentation sur le Christ Mort, huile sur toile, musée des Augustins de Toulouse
- Saint-Sébastien , huile sur toile, Meaux, musée Bossuet
- Danaé, vers 1631, huile sur toile, musée des beaux-arts de Rouen

### Œuvres sur papier
Antoine, Joseph Dezallier d'Argenville mentionne qu'il réalisa de sa main 70 gravures.
- Paris, musée du Louvre
  - La Charité (1636) gravure et dessin papier gris, pierre noire
  - La Sainte Famille et le petit Saint-Jean  dessin papier beige, sanguine
  - La Sainte Famille, dessin, pierre noire, lavis brun, rouge
  - La Vierge assise avec l'Enfant couché sur ses genoux, dessin papier gris
  - La Vierge allaitant l'Enfant, dessin, sanguine
  - La Vierge assise, penchée, allaitant l'Enfant, dessin, sanguine
  - La Vierge assise occupée à coudre, l'Enfant Jésus et le jeune Saint-Jean, dessin, sanguine, papier beige
  - La Vierge assise soulève le voile qui couvre l'Enfant, dessin, pierre noire, lavis brun
  - La Vierge assise avec l'Enfant couché sur ses genoux, dessin, pierre noire, rehaut de blanc
  -  La Vierge tenant l'Enfant à qui Saint-Jean amène son agneau, dessin, sanguine
  - La Vierge à l'Enfant, dessin, sanguine
  -  Vierge à l'Enfant et le petit Saint-Jean, dessin pierre noire, papier beige
  -  La Vierge à genoux prenant l'Enfant Jésus assis au pied d'un arbre, dessin, sanguine, papier beige
  - La Madeleine assise, tournée vers la gauche et lisant, dessin, papier gris, pierre noire, rehauts de blanc
  - La Pentecôte ou la Descente du Saint-Esprit, dessin, plume, sanguine
  - La descente du Saint-Esprit, dessin, plume, encre brune, lavis brun, sanguine
  - Mariage mystique de Sainte Catherine d'Alexandrie, dessin, sanguine
  - Saint Jérôme dans le désert, dessin, lavis gris, pierre noire
  - Pâris et Vénus, dessin, sanguine
  - Femme dans un paysage avec un fragment de bas relief, dessin, plume, encre brune, lavis gris, pierre noire, papier lavé brun

- Autoportrait (1635), dessin aux trois crayons, Chantilly, musée Condé
- La toilette de Vénus, 1632, musée des beaux-arts de Rennes.
- Vierge à l'Enfant (endormi à la chaise de bois), gravure anonyme, publiée chez Le Blond, dim. 31,8 cm × 22 cm reproduite dans l'ouvrage de Thuillier.

## Expositions
- 1934, Paris, « Les peintres de la réalité en France au XVIIe » : Saint Jérôme du musée de Budapest
- 1958, Stockholm
- 1960, Paris, musée du Louvre, « Dessins Français du XVIIe siècle »
- 1989, Paris, Galerie Pardo
- 1998, Rennes, musée des beaux-arts (45 tableaux)